# Pencran
Pencran [pɛ̃kʁɑ̃] est une commune du département du Finistère, dans la région Bretagne, en France.

## Géographie

### Situation
Pencran se situe juste au sud-est de la ville de Landerneau, sur la rive gauche de l'Élorn ; la commune fait partie traditionnellement du Pays de Léon de l'arrondissement de Brest, du canton de Landerneau et de la communauté de communes du Pays de Landerneau-Daoulas.
| Plouédern  |              | La Roche-Maurice |
| Landerneau | Pencran      | La Martyre       |
| Dirinon    | Saint-Urbain | Tréflévénez      |

### Relief et hydrographie

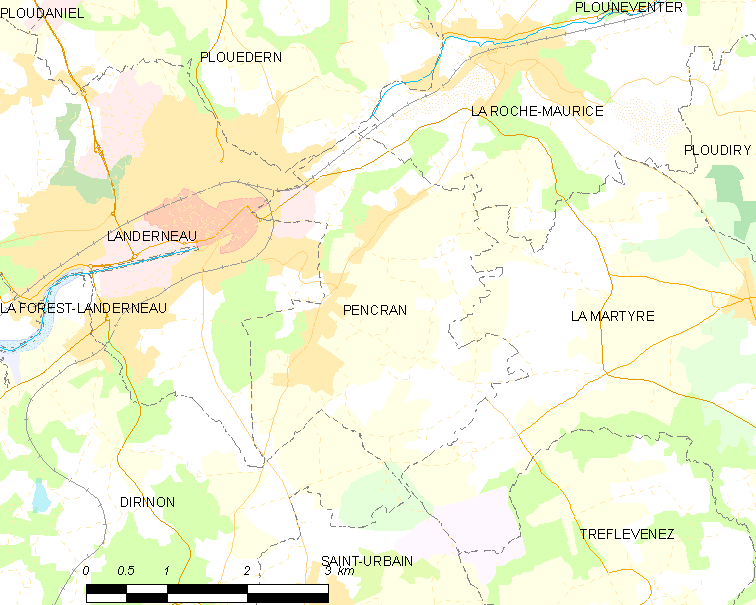
Carte de la commune de Pencran.

Le finage de la commune de Pencran est assez accidenté en raison du « relief en creux » (relief appalachien) caractéristique du Massif armoricain : la vallée de l'Élorn est très encaissée, ce fleuve côtier coulant vers 8 mètres d'altitude juste en amont de Landerneau, là où il sert de limite communale avec Plouédern ; le point le plus haut du territoire communal, situé à son extrême sud près de Kéravel atteint 174 mètres d'altitude, d'où un dénivelé de 166 mètres sur une faible distance, raison pour laquelle la majeure partie du finage communal est en pente forte vers le nord, si l'on excepte toutefois son extrême sud-est, parcouru par le ruisseau du Morbic, qui a sa source à la Fontaine de la Vierge, et qui est un modeste affluent de rive gauche de l'Élorn. Le bois de Pencran, partagé entre les communes de Landerneau et Pencran, est un lambeau subsistant de la forêt de Landerneau qui était primitivement beaucoup plus étendue qu'actuellement, s'étendant alors sur les deux rives de l'Élorn. Quelques autres lambeaux boisés subsistent sur les pentes fortes de la rive gauche de l'Élorn. Le bourg de Pencran, excentré à l'ouest du territoire communal, est vers 160 mètres d'altitude.

### Hydrographie
Pour un article plus général, voir Réseau hydrographique du Finistère.
La commune est située dans le bassin Loire-Bretagne. Elle est drainée par l'Élorn, le Morbic et divers autres petits cours d'eau,.
L'Élorn, d'une longueur de 56 km, prend sa source dans la commune de Sizun et se jette  dans la rade de Brest entre les communes de Plougastel-Daoulas et de Le Relecq-Kerhuon, après avoir traversé 14 communes.  Les caractéristiques hydrologiques de l'Elorn sont données par la station hydrologique située sur la commune de Plouédern. Le débit moyen mensuel est de 5,76 m3/s. Le débit moyen journalier maximum est de 73,1 m3/s, atteint lors de la crue du 12 décembre 2000. Le débit instantané maximal est quant à lui de 114 m3/s, atteint le 7 février 2014.

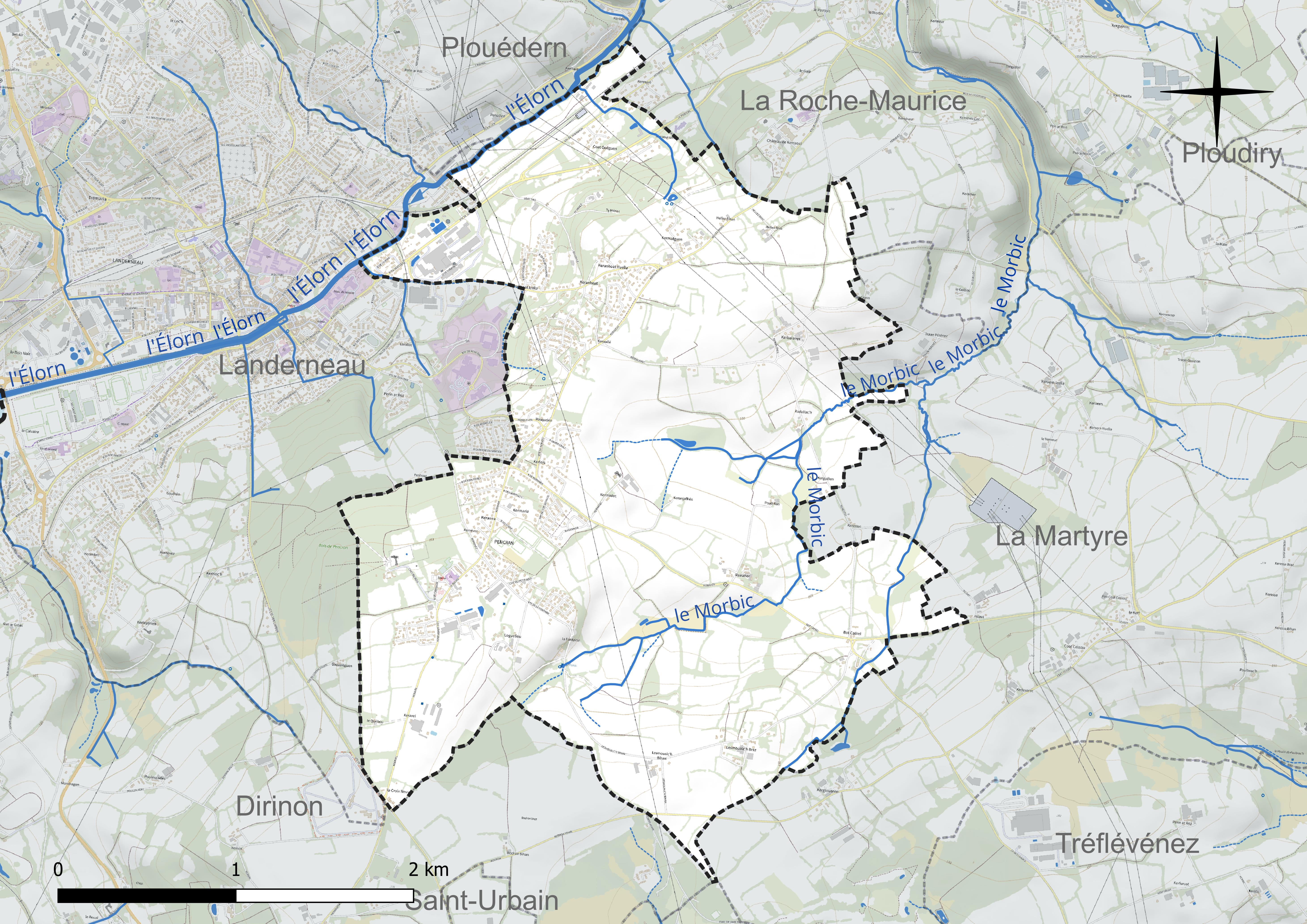
Réseau hydrographique de Pencran.

### Climat
Le climat qui caractérise la commune est qualifié, en 2010, de « climat océanique franc », selon la typologie des climats de la France qui compte alors huit grands types de climats en métropole. En 2020, la commune ressort du type « climat océanique » dans la classification établie par Météo-France, qui ne compte désormais, en première approche, que cinq grands types de climats en métropole. Ce type de climat se traduit par des températures douces et une pluviométrie relativement abondante (en liaison avec les perturbations venant de l'Atlantique), répartie tout au long de l'année avec un léger maximum d'octobre à février.
Les paramètres climatiques qui ont permis d'établir la typologie de 2010 comportent six variables pour les températures et huit pour les précipitations, dont les valeurs correspondent à la normale 1971-2000. Les sept principales variables caractérisant la commune sont présentées dans l'encadré ci-après.
| Paramètres climatiques communaux sur la période 1971-2000 - Moyenne annuelle de température : 10,8 °C - Nombre de jours avec une température inférieure à −5 °C : 1 j - Nombre de jours avec une température supérieure à 30 °C : 0,4 j - Amplitude thermique annuelle : 10,7 °C - Cumuls annuels de précipitation : 1 271 mm - Nombre de jours de précipitation en janvier : 16,6 j - Nombre de jours de précipitation en juillet : 9,4 j |

Avec le changement climatique, ces variables ont évolué. Une étude réalisée en 2014 par la Direction générale de l'Énergie et du Climat complétée par des études régionales prévoit en effet que la température moyenne devrait croître et la pluviométrie moyenne baisser, avec toutefois de fortes variations régionales. La station météorologique de Météo-France installée sur la commune et mise en service en 1992 permet de connaître l'évolution des indicateurs météorologiques. Le tableau détaillé pour la période 1981-2010 est présenté ci-après.
| Mois                                  | jan.            | fév.            | mars          | avril         | mai           | juin            | jui.           | août           | sep.          | oct.          | nov.          | déc.          | année     |
| ------------------------------------- | --------------- | --------------- | ------------- | ------------- | ------------- | --------------- | -------------- | -------------- | ------------- | ------------- | ------------- | ------------- | --------- |
| Température minimale moyenne (°C)     | 4,3             | 4,2             | 5             | 6             | 8,6           | 11,1            | 12,7           | 13             | 11,1          | 9,3           | 6,5           | 4,1           | 8         |
| Température moyenne (°C)              | 6,8             | 7,1             | 8,6           | 10            | 12,8          | 15,5            | 17             | 17,3           | 15,4          | 12,7          | 9,3           | 6,8           | 11,6      |
| Température maximale moyenne (°C)     | 9,3             | 10              | 12,1          | 14            | 17            | 19,9            | 21,2           | 21,7           | 19,7          | 16,1          | 12,1          | 9,5           | 15,2      |
| Record de froid (°C) date du record   | −8,1 02.01.1997 | −4,5 15.02.1994 | −4,1 07.03.10 | −1 13.04.1998 | 1 07.05.1997  | 5,2 01.06.06    | 6,5 07.07.1996 | 7,3 29.08.1993 | 4,9 28.09.07  | −2 29.10.1997 | −3 20.11.1993 | −5,8 16.12.07 | −8,1 1997 |
| Record de chaleur (°C) date du record | 15,2 06.01.1999 | 18,2 15.02.1998 | 23,9 19.03.05 | 25,7 30.04.05 | 28,2 23.05.10 | 31,5 29.06.1995 | 34,8 18.07.06  | 35,6 09.08.03  | 29,3 10.09.00 | 28,2 01.10.11 | 19 06.11.03   | 15,2 04.12.00 | 35,6 2003 |
| Précipitations (mm)                   | 170,9           | 135,5           | 100,2         | 109,9         | 103,9         | 71,7            | 85             | 81,8           | 104,9         | 144,5         | 174,4         | 182,3         | 1 465     |

## Urbanisme

### Typologie
Au 1er janvier 2024, Pencran est catégorisée ceinture urbaine, selon la nouvelle grille communale de densité à 7 niveaux définie par l'Insee en 2022.
Elle appartient à l'unité urbaine de Landerneau, une agglomération intra-départementale dont elle est une commune de la banlieue,. Par ailleurs la commune fait partie de l'aire d'attraction de Brest, dont elle est une commune de la couronne,. Cette aire, qui regroupe 68 communes, est catégorisée dans les aires de 200 000 à moins de 700 000 habitants,.

### Occupation des sols
L'occupation des sols de la commune, telle qu'elle ressort de la base de données européenne d'occupation biophysique des sols Corine Land Cover (CLC), est marquée par l'importance des territoires agricoles (77,9 % en 2018), en diminution par rapport à 1990 (84,9 %). La répartition détaillée en 2018 est la suivante : 
terres arables (46,5 %), zones agricoles hétérogènes (20,1 %), zones urbanisées (14,2 %), prairies (11,3 %), forêts (5,7 %), zones industrielles ou commerciales et réseaux de communication (1,9 %), milieux à végétation arbustive et/ou herbacée (0,2 %). L'évolution de l'occupation des sols de la commune et de ses infrastructures peut être observée sur les différentes représentations cartographiques du territoire : la carte de Cassini (XVIIIe siècle), la carte d'état-major (1820-1866) et les cartes ou photos aériennes de l'IGN pour la période actuelle (1950 à aujourd'hui).

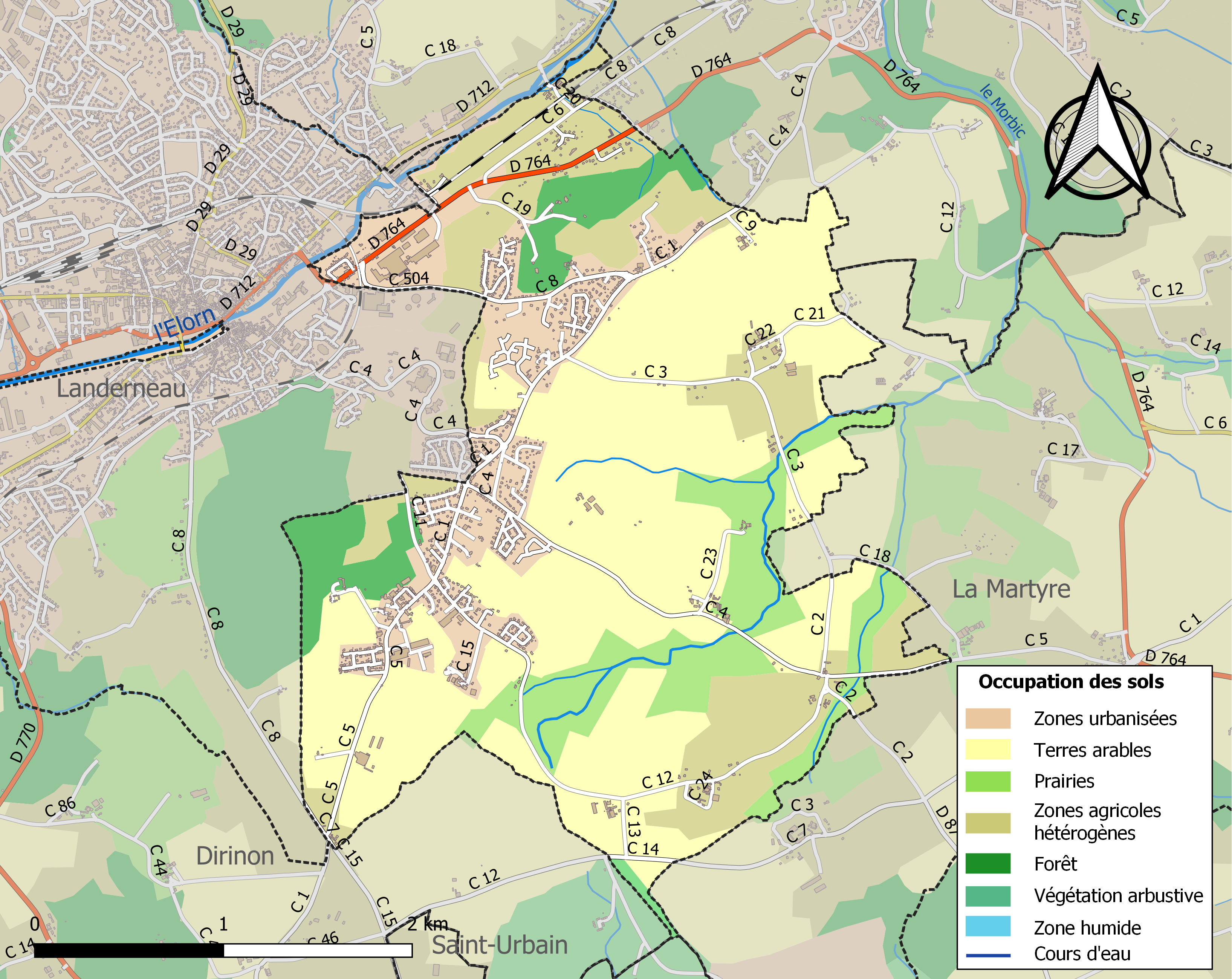
Carte des infrastructures et de l'occupation des sols de la commune en 2018 (CLC).

### Habitat
Le paysage rural traditionnel est celui du bocage avec un habitat dispersé en hameaux et fermes isolées. Le bourg est tout petit, ne formant pas traditionnellement une véritable agglomération. La proximité de la ville de Landerneau a entraîné la prolifération de lotissements, situés pour certains (Kermaria, Keranna, Kerloïs, Losquelen) sur le plateau au nord-est du centre communal, et pour d'autres (Keroullé, Kermalguen, Kerancoat Huella, Kerancoat Izella) plus au nord le long de la route descendant en pente forte vers Landerneau, ou encore le long de la D 764 (Coat Guéguen).
Dans le fond de la vallée de l'Élorn, en continuité avec l'agglomération de Landerneau, s'est développée une zone industrielle abritant notamment la laiterie du groupe Triskalia, anciennement Coopagri Bretagne, dénommée traditionnellement "Laiterie de Landerneau", mais située en fait sur le territoire communal de Pencran.

### Transports
La route départementale D 764, précédemment Route nationale 164 dans son ancien tracé d'avant le déclassement survenu en 1972, menant de Landerneau à Carhaix, via Sizun, traverse la partie nord du territoire communal, mais le bourg n'est desservi que par des routes secondaires d'intérêt local.
Le finage communal est traversé par deux lignes ferroviaires : la ligne de Paris-Montparnasse à Brest passe sur la rive gauche de l'Élorn et la voie ferrée allant de Landerneau à Quimper, à voie unique, écorne la partie nord-ouest du territoire communal, y faisant même un coude très accentué pour permettre à la voie ferrée de grimper, à partir de la gare de Landerneau, sur le plateau en direction de Quimper ; mais Pencran ne dispose d'aucune gare ferroviaire, celle de Landerneau étant toute proche.
Trois lignes électriques à haute tension, venant du poste d'interconnexion électrique de La Martyre traversent le territoire communal en direction de Brest.

## Toponymie
Le nom de la localité est attesté sous la forme Capella Beatae Mariae de Pentran en 1363.
Le nom en breton de la localité est attesté sous les formes Penc'hran et Penn-ar-c'hrann,.
Il signifie littéralement « le bout de l'essart » (de Penn, tête, bout, et Krann, mot que l'on trouve également dans le nom de la forêt du Cranou), que l'on peut aussi traduite par « Chef-du-Bois », nom du château dont dépendait traditionnellement la paroisse, car c'était à cet endroit que se trouvait alors la limite de la forêt de Landerneau, qui s'étendait alors sur les deux rives de l'Élorn[réf. nécessaire].

## Histoire

### Origines
Penn-ar-C'hrann est le nom du château duquel relevait la paroisse, précédemment ancienne trève de Ploudiry.

### Préhistoire et Antiquité
Une stèle datant de l'âge du fer atteste d'une présence humaine dès la Préhistoire.

### Moyen Âge
Une motte féodale a servi de premier site à un seigneur local (en 1270, il se nomme Gérard Saladin et en 1307 Huon car vers 1300 Pigette Saladin, sœur d'Olivier Saladin, dame de Kermadec, épousa Hervé Huon, chevalier. En 1450, la famille Huon abandonne la motte féodale pour construire un manoir de style gothique, le manoir de Kermadec, construit en schiste local, mais avec des entourages de portes et fenêtres en granite. En 1663, le manoir fut racheté par Joseph de Kersulguen, seigneur de Chef-du-Bois.
En 1363, le testament d'Hervé VIII de Léon fait mention d'une chapelle Notre-Dame à Pencran. Pencran n'était alors qu'une simple trève de la paroisse de Ploudiry.

### DuXVIeauXVIIIesiècle
Jusqu'à la Révolution française, le château de Chef-du-Bois, dont la porte principale portait les blasons des Kersulguen, des Guirault et des Kerguizec, dominait la trève de Pencran et une partie des environs. Le château a appartenu successivement à la famille Guérault au XVe siècle, aux familles Kerlozrec, puis Kermellec au XVIe siècle, Kersulguen au XVIIe siècle (Joseph de Kersulguen fait alors construire le château actuel à la place de l'ancien manoir).

### La Révolution française
Le tiers état de la paroisse de Pencran envoya deux députés, Jérôme Le Firon et Gabriel Mobian, pour la réaction du cahier de doléances de la sénéchaussée de Lesneven.
La commune de Pencran fut créée en 1790.
Le château de Chef-du-Bois en Pencran, qui appartenait à la famille de Lesguern, servit, pendant la Révolution française, d'hôpital pour la marine, qui y soigna notamment des malades de la gale.

### LeXIXesiècle
La paroisse de Pencran est créée en 1819.

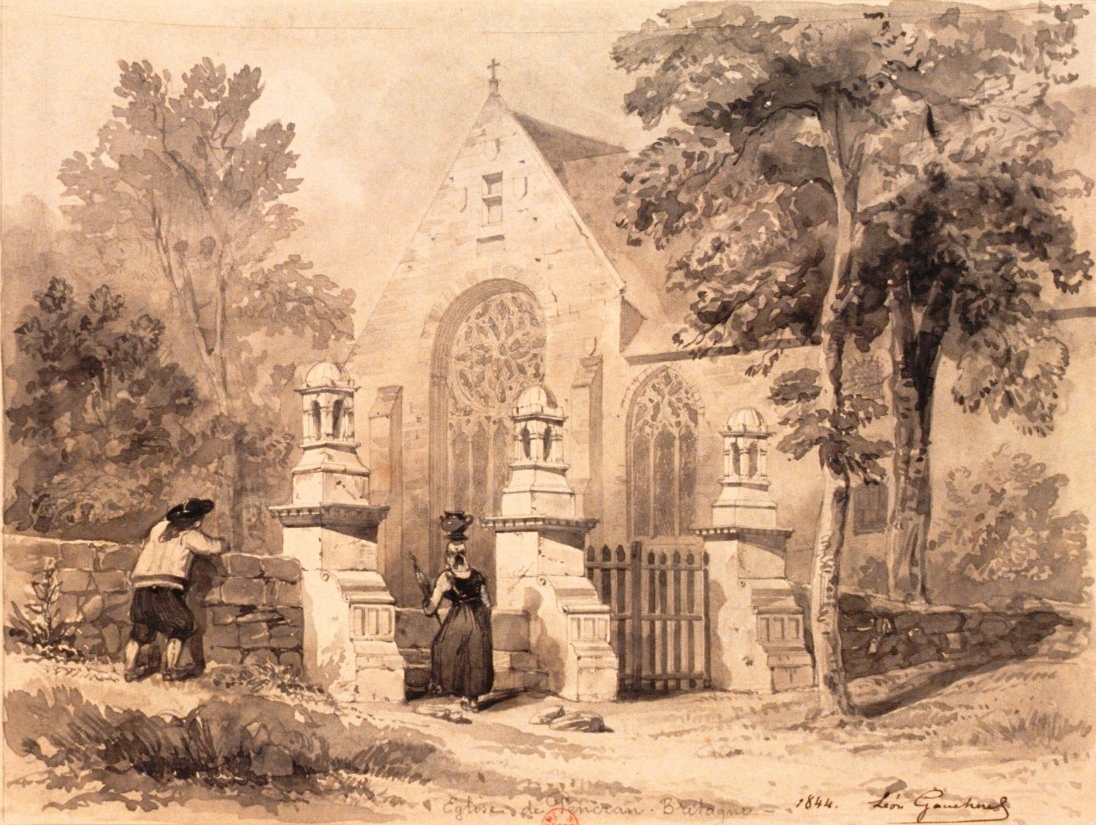
L'église Notre-Dame de Pencran (dessin de Léon Gaucherel datant de 1844).
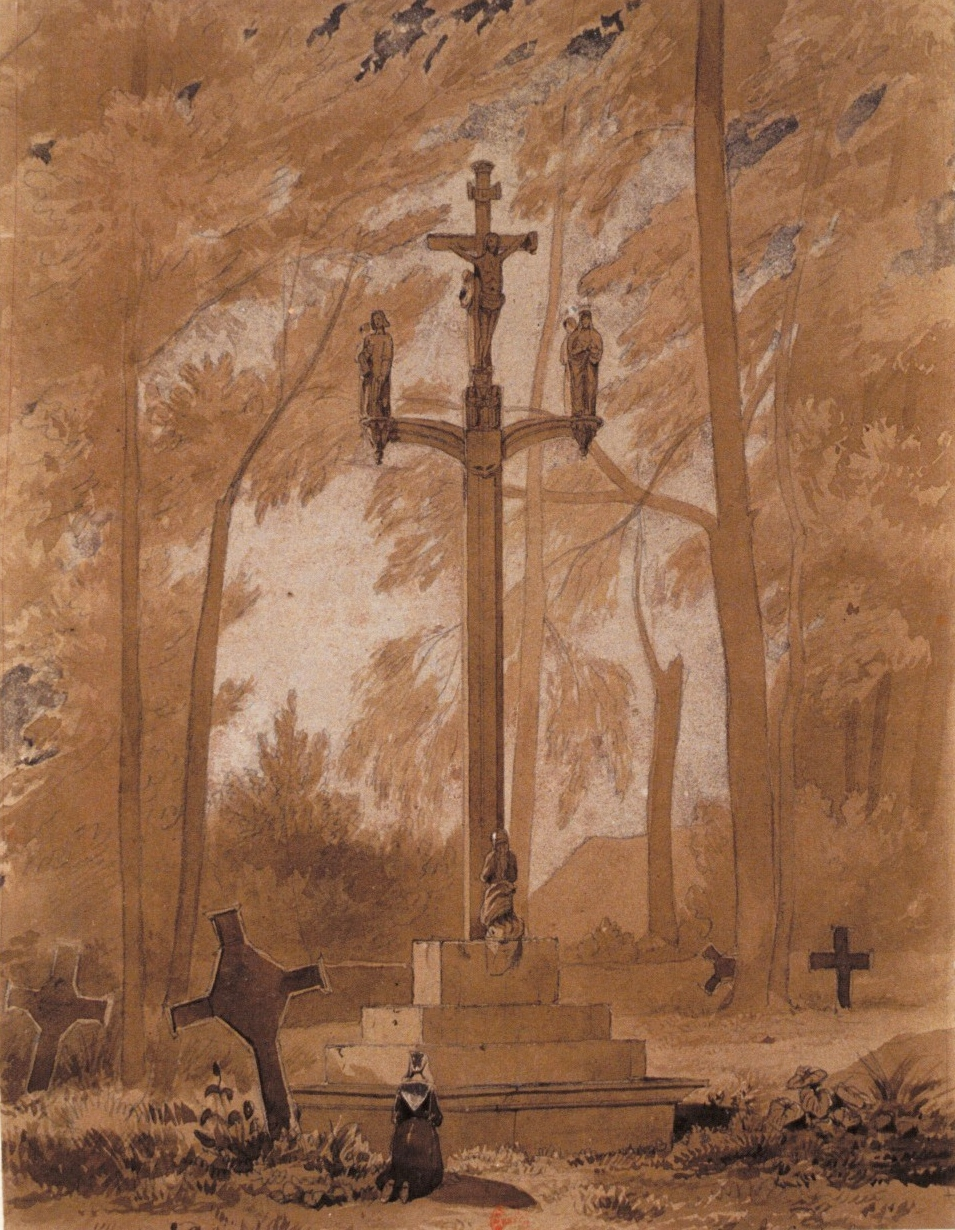
Un calvaire de Pencran (dessin de Léon Gaucherel datant de 1844).
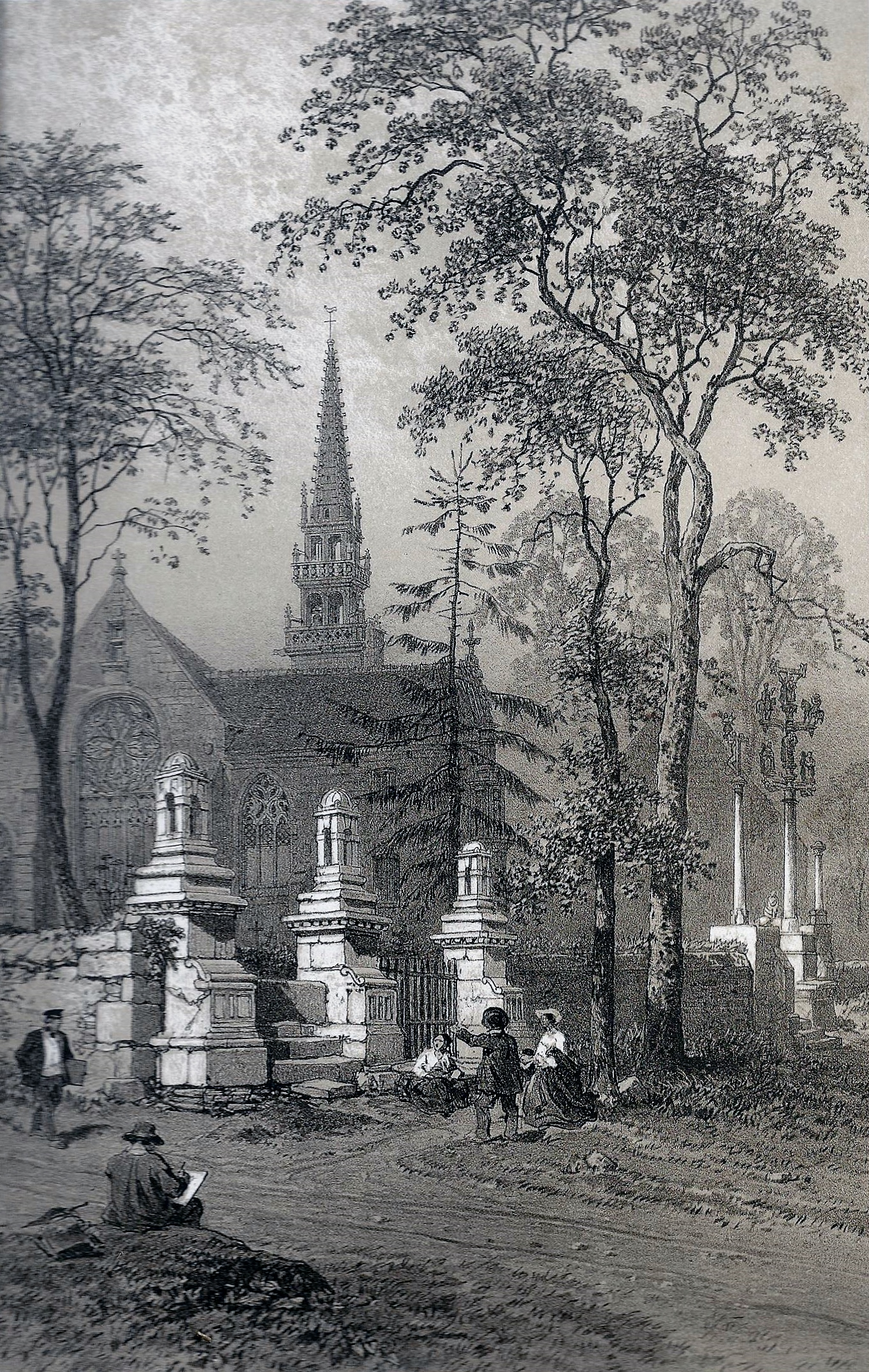
L'église de Pencran (dessin d'Eugène Cicéri, 1867).
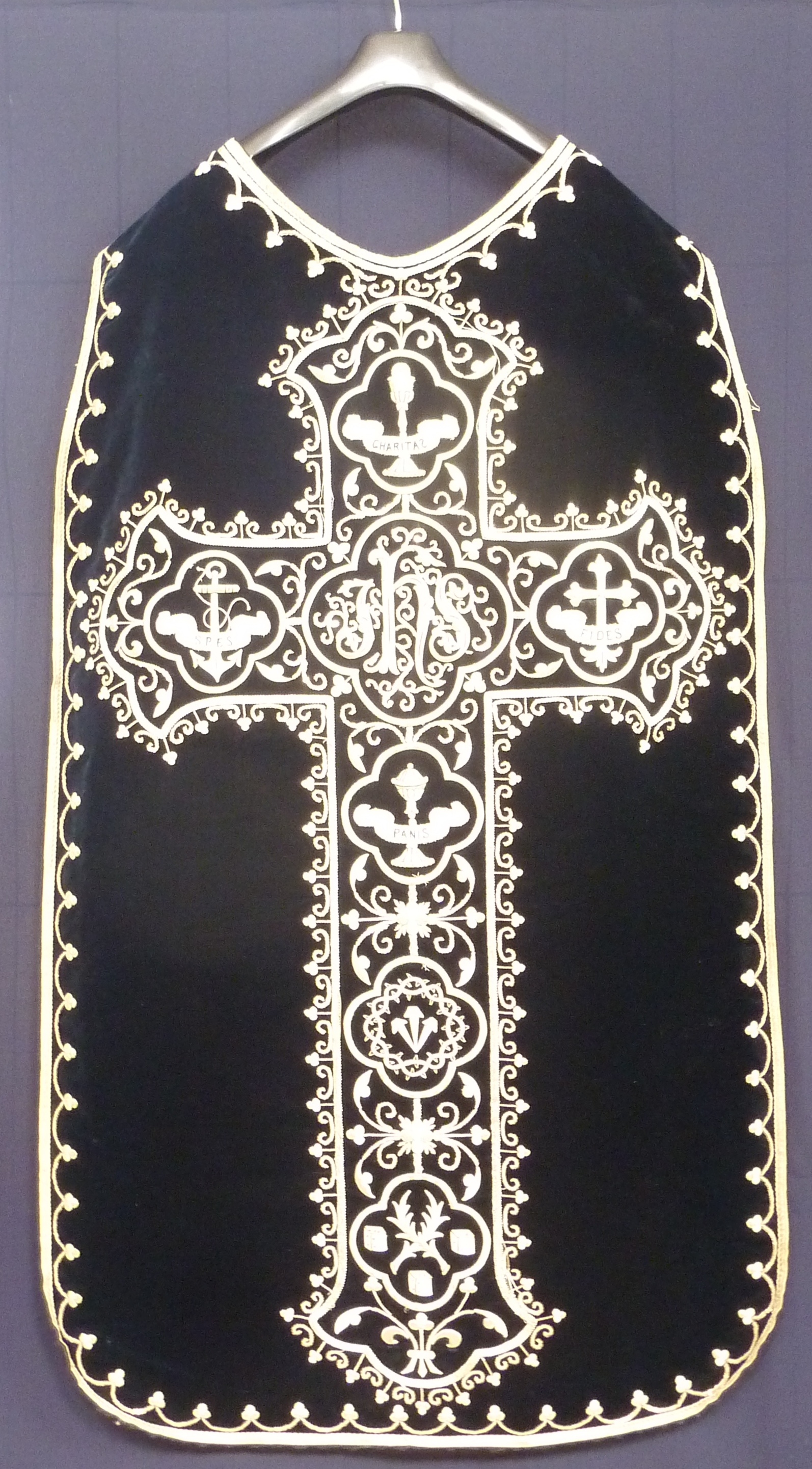
Pencran : chasuble de l'église Notre-Dame (vers 1880).

A. Marteville et P. Varin, continuateurs d'Ogée, décrivent ainsi Pencran en 1845 :

« Pencran, commune formée d'une ancienne trève de Ploudiry, aujourd'hui succursale. (...) Principaux villages : le Hellez, Kerbalanet, Penhoat, Reunharer, Botcaërel, Lesmoualc'h, Loguellou, Keroulled. Objets remarquables : manoir du Chef-du-Bois, le Mail. Superficie totale : 898 hectares dont (...) terres labourables 391 ha, prés et pâtures 74 ha, bois 112 ha, landes et incultes 266 ha (...). Moulins : 2 (de Reunharer, de Loguellou, à eau) (...) Presque partout le sol est sous bois, garennes ou montagnes presque incultivables. (...) Ainsi que dans presque toutes les communes de la Basse-Bretagne, les habitants de Pencran sont, été et hiver, vêtus de toile et vont pieds nus, regardant presque les sabots comme des objets de luxe. L'agriculteur est généralement pauvre, et vit plus de pommes de terre et de pain d'orge que d'autres substances. En beaucoup de fermes, les trois repas se composent même exclusivement de pommes de terre, qui viennent très bien dans ce sol appauvri, et que le peu d'aisance des fermiers ne permet pas de rehausser par des engrais de mer. Les arbres de futaie sont rares et les arbres à fruits pour ainsi dire inconnus. Les fabriques de toiles de Landerneau donnent de l'occupation à bon nombre d'habitants de Pencran ; mais, quand cette fabrication baisse, la misère succède promptement à une faible aisance momentanée. Géologie : grès dans la partie sud ; pour le surplus, schiste argileux, minerai de fer. On parle le breton. »

Le décès en 1869 à Pencran de Louise Bouan du Chef-du-Bois, fait passer le château éponyme aux mains de la famille de Lesguern en raison de son mariage avec Charles de Lesguern célébré le 23 janvier 1848 à Quintin.
En 1852, une école de garçons est créée dans l'ancien ossuaire. Un rapport du Conseil général du Finistère indique en août 1880 que Pencran fait partie des 27 communes de plus de 500 habitants du Finistère qui n'ont encore aucune école de filles.

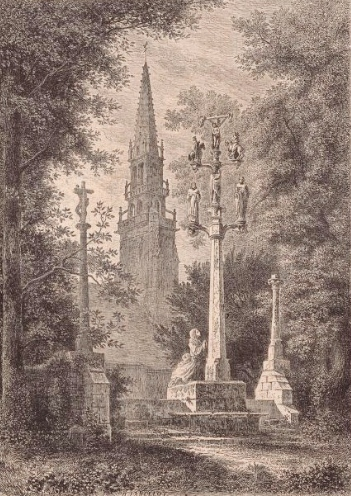
L'enclos paroissial de Pencran en 1865 (dessin de Charles Yriarte).

Maxime Vauvert décrit ainsi Pencran en 1865 dans la revue Le Monde illustré :

« Pencran est situé à deux kilomètres de Landerneau, au sommet d'une haute colline dont la pente est très rapide et qui domine cette ville et toute la vallée qui descend vers Brest. C'est un pauvre village dont les maisons s'éparpillent, sans tracer de rues, sous de grands arbres aux troncs mousseux le long de chemins défoncés et encaissés que les moindres pluies transforment en rivières. Le seul monument remarquable de ce village pittoresque est l'église dont les sculptures sont d'une grande finesse sans être d'un grand goût. Le clocher a la forme caractéristique de tous les clochers du Finistère (...). Celui de Pencran est perdu dans les rameaux touffus des grands ormes qui, de loin, n'en laissent apercevoir que la flèche, qui les dépassent de beaucoup. L'église est très peu élevée, et son toit est en partie caché par un if sur la sombre verdure duquel se détache le fût de la croix de pierre à quatre branches portant des figures qui représentent naïvement la Passion de Jésus. »

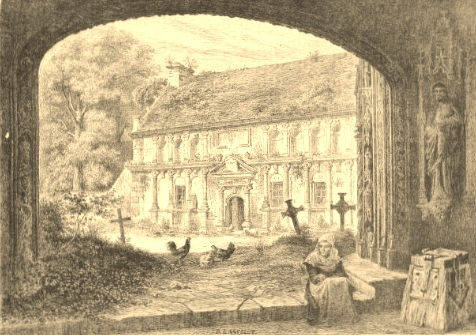
L'ossuaire de Pencran (dessin de 1865).

La description de Pencran se poursuit en ces termes dans un des numéros suivants de la même revue :

« Le petit monument qui occupe le centre de notre dessin ouvre sur le cimetière qui est clos de l'autre côté par le portail de l'église. C'était primitivement un ossuaire. Il est en pierre dure, grès ou granite à tons ferrugineux tachetés d'une mousse verdâtre très pâle qui semble plutôt une rouille qu'une végétation. L'exécution des sculptures est grossière et pénible et les proportions de l'architecture plus que naïves. Exceptées des voussures sculptées avec assez de richesses, l'intérieur n'a rien gardé de son premier aspect. On a tant bien que mal approprié le rez-de-chaussée à l'usage d'une habitation et du négoce peu actif quelle renferme, un bureau de tabac. Au premier étage, qui prend jour sur une autre façade, se trouvent le secrétariat de la mairie et la selle de l'école communale. (...) On fume peu à Pencran, l'unique paquet de tabac et les trois pipes de terre qui composent le débit en font foi (...). On ne s'y instruit guère, la boite aux lettres qui pend à un clou rouillé et l'école fermée faute de maître en témoignent tristement. Tout autour du cimetière, de grands arbres versent leur ombre sur une luxuriante végétation de folles herbes, de violettes et de liserons qui cachent les tombes et envahissent les sentiers à peine tracés et les abords du porche de l'église obstrués par des ardoises et des pierres que le vent a secoués du toit et du clocher. Ce délabrement toléré contraste désagréablement avec le luxe de précaution développé autour du tronc qui sollicite la charité des fidèles. Ce tronc est formé d'un arbre énorme équarri, beaucoup plus large à la base qu'au sommet ; fiché dans le sol et scellé dans le pavé , il est inébranlable et de plus cerclé, plaqué, chevronné et blindé de fer. »

En 1891, la fermeture de la Société linière de Landerneau entraîne un déclin démographique de la commune.
Le dernier loup tué dans la région l'a été à Pencran en 1895 (toutefois un loup a trois pattes aurait encore été observé en 1906 entre Landeleau et Loqueffret et un aurait peut-être été tué à Tréméven en 1913).

### LeXXesiècle

#### La Belle Époque
Le 9 janvier 1903, Guéguen, curé de Pencran, fait partie des 31 prêtres du diocèse de Quimper dont les traitements sont retenus par décision du gouvernement Combes « tant qu'ils ne feront pas emploi de la langue française dans leurs instructions et l'enseignement du catéchisme » car ils utilisaient le breton. Charles de Lesguern, maire de Pencran écrit en 1903 : « Mes électeurs ne m'ont pas nommé maire depuis plus de 52 ans dans l'idée de me faire l'espion de l'administration » et refuse de préciser sur le certificat de résidence du curé qu'il doit signer tous les 3 mois afin qu'il puisse percevoir son traitement si celui-ci fait l'enseignement du catéchisme en français.
Le comte Charles de Lesguern, maire de Pencran pendant 56 ans, fut révoqué de ses fonctions en janvier 1907 pour avoir replacé des crucifix dans les salles des écoles. Il fut aussi lieutenant de louveterie. Il décéda le 9 septembre 1908 en son château de Chef-du-Bois. Les électeurs de Pencran lui avaient témoigné leur fidélité en élisant comme maire pour lui succéder son fils Armand de Lesguern, qui par ailleurs était président de la Société d'horticulture et d'agriculture de l'arrondissement de Brest.
En vertu de la querelle des inventaires, le recteur de Pencran fut expulsé de son presbytère en 1907 :

« L'expulsion du recteur du presbytère de Pencran a eu lieu à onze heures. La gendarmerie gardait les abords du clocher de l'église pour empêcher que l'on sonnât les cloches. Afin d'éviter des incidents, le recteur a été gardé à vue pendant le déménagement des meubles. »

#### La Première Guerre mondiale

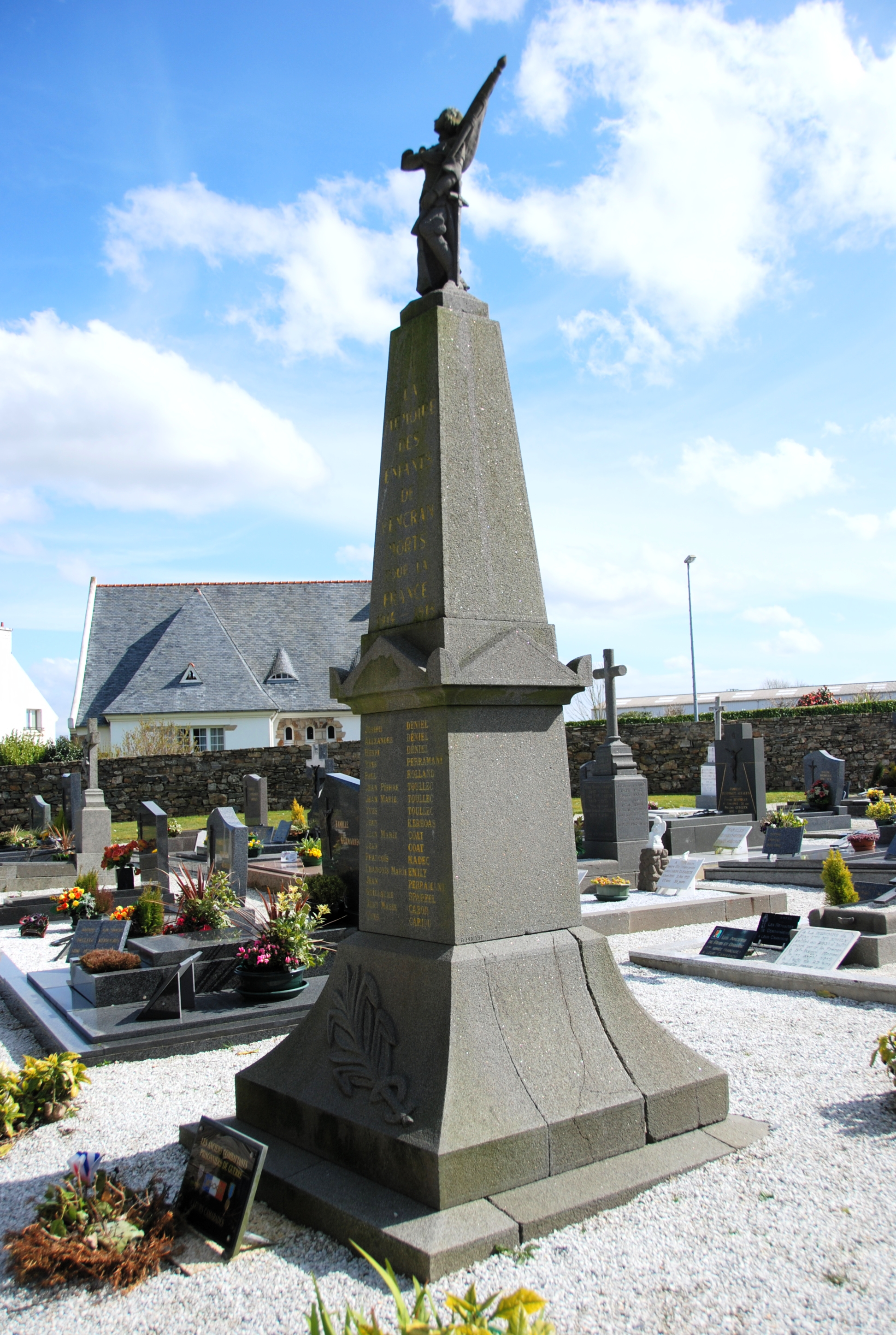
Monument aux morts de 1914-1918.

Le monument aux morts de Pencran porte les noms de 17 soldats morts pour la France pendant la Première Guerre mondiale ; parmi eux, un au moins (Henri Deniel) est décédé en Belgique en 1915 ; la plupart des autres sont décédés sur le sol français dont Paul Rolland et Jean Toullec, tous deux tués aux Éparges (Meuse) en 1915 et décorés de la Médaille militaire et de la Croix de guerre.

#### L'entre-deux-guerres
En 1925, le château de Chef-du-Bois est acheté par la famille Rosmorduc.

#### La Seconde Guerre mondiale
Le monument aux morts de Pencran porte les noms de sept personnes mortes pour la France pendant la Seconde Guerre mondiale ; parmi elles Jean Marie Madec, décédé lors de la Débâcle en mai 1940, Auguste Diverrès et Isidore Jaffredou, morts en captivité en Allemagne, Jean Plouguerne, mort le 11 mai 1945 en Allemagne.

## Politique et administration

### Liste des maires

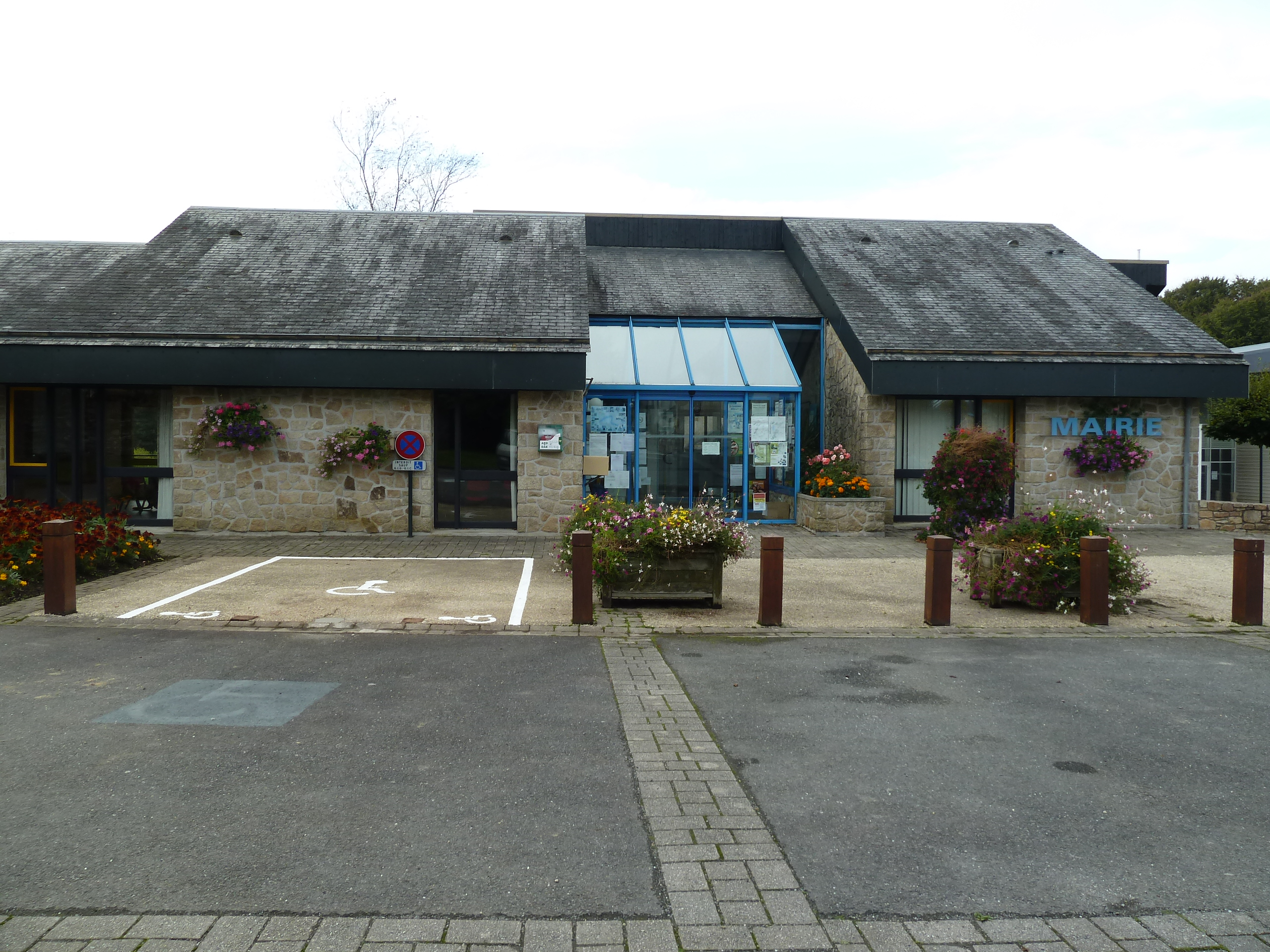
La mairie de Pencran.

| Période                                  | Période     | Identité                        | Étiquette    | Qualité |
| ---------------------------------------- | ----------- | ------------------------------- | ------------ | --- |
| 1800                                     | 1808        | Yves Le Roux                    |              | |
| 1808                                     | 1811        | François Lesguern-Kervéatoux    |              | |
| 1810                                     | 1817        | Jean-Marie Laot                 |              | |
| 1817                                     | 1821        | Jean-Marie Martin               |              | |
| 1821                                     | 1826        | Bernard Ropars                  |              | |
| 1827                                     | 1830        | Paul de Lesguern                |              | Fils de François Lesguern-Kervéatoux, maire entre 1808 et 1811                                                                    |
| 1830                                     | 1836        | Laurent Ellouët                 |              | |
| 1836                                     | 1843        | Guillaume Guéguen               |              | Cultivateur |
| 1843                                     | 1848        | Laurent Terriot                 |              | |
| 1848                                     | 1850        | Guillaume Guéguen               |              | Déjà maire entre 1836 et 1843 |
| 1850                                     | 1907        | Charles de Lesguern             |              | Frère de Paul de Lesguern, maire entre 1827 et 1830. Suspendu de ses fonctions en janvier 1907                                    |
| 1907                                     | 1922        | Armand de Lesguern              |              | Fils de Charles de Lesguern, maire précédent                                                                                      |
| 1923                                     | 1925        | Hervé de Lesguern               |              | Fils d'Armand de Lesguern, maire précédent                                                                                        |
| 1925                                     | 1944        | Joseph Le Forestier de Quillien |              | |
| 1945                                     | 1947        | Yves Marie Bian                 |              | |
| 1947                                     | 1977        | Christophe Cabon                |              | Agriculteur |
| 1977                                     | 1983        | Paul Sparfel                    |              | Agriculteur |
| 1983                                     | 2008        | Marie-Françoise Le Guen         | DVD puis UMP | Institutrice Conseillère générale de Landerneau (2001-2015) Suppléante du député Jacques Le Guen Mère du footballeur Paul Le Guen |
| 2008                                     | 25 mai 2020 | Jean Crenn                      | DVG          | Retraité |
| 25 mai 2020                              | En cours    | Stéphane Hervoir                | DVG          | Professeur du secondaire, ancien 1er adjoint                                                                                      |
| Les données manquantes sont à compléter. |             |                                 |              | |

### Héraldique
| Blason de Pencran | Blason  | D'or à un lion de sable surmonté d'une moucheture d'hermine et accompagné de trois annelets d'azur posés 2 et 1. |
| Blason de Pencran | Détails | Conception : Bernard Le Brun Le statut officiel du blason reste à déterminer.                                    |

## Démographie
L'évolution du nombre d'habitants est connue à travers les recensements de la population effectués dans la commune depuis 1793. Pour les communes de moins de 10 000 habitants, une enquête de recensement portant sur toute la population est réalisée tous les cinq ans, les populations de référence des années intermédiaires étant quant à elles estimées par interpolation ou extrapolation. Pour la commune, le premier recensement exhaustif entrant dans le cadre du nouveau dispositif a été réalisé en 2005.
En 2022, la commune comptait 2 229 habitants, en évolution de +14,54 % par rapport à 2016 (Finistère : +2,16 %, France hors Mayotte : +2,11 %).
| 1793 | 1800 | 1806 | 1821 | 1831 | 1836 | 1841 | 1846 | 1851 |
| ---- | ---- | ---- | ---- | ---- | ---- | ---- | ---- | ---- |
| 862  | 503  | 523  | 481  | 614  | 647  | 657  | 709  | 708  |

| 1856 | 1861 | 1866 | 1872 | 1876 | 1881 | 1886 | 1891 | 1896 |
| ---- | ---- | ---- | ---- | ---- | ---- | ---- | ---- | ---- |
| 665  | 603  | 614  | 611  | 599  | 570  | 577  | 503  | 475  |

| 1901 | 1906 | 1911 | 1921 | 1926 | 1931 | 1936 | 1946 | 1954 |
| ---- | ---- | ---- | ---- | ---- | ---- | ---- | ---- | ---- |
| 507  | 506  | 522  | 503  | 550  | 592  | 627  | 652  | 427  |

| 1962 | 1968 | 1975 | 1982  | 1990  | 1999  | 2005  | 2006  | 2010  |
| ---- | ---- | ---- | ----- | ----- | ----- | ----- | ----- | ----- |
| 470  | 538  | 757  | 1 060 | 1 182 | 1 253 | 1 413 | 1 425 | 1 770 |

| 2015  | 2020  | 2022  | - | - | - | - | - | - |
| ----- | ----- | ----- | - | - | - | - | - | - |
| 1 940 | 2 089 | 2 229 | - | - | - | - | - | - |

## Monuments
- L'enclos paroissial[57] :
  - L'église paroissiale Notre-Dame : son clocher date du XVIe siècle et possède la plus ancienne cloche du Finistère, datée de 1635. L'église possède un groupe statuaire représentant l'Annonciation qui date du XVe siècle[58]. Un ciboire du XVIIIe siècle y est également visible[59], ainsi qu'une couronne d'ostensoir et son écrin[60].
  - Le porche de l'église de Pencran est daté de 1553[61]. « Dans les archivoltes de nombreuses scènes édifient le fidèle. Elles sont encadrées par de petits dais où alternent les motifs flamboyants et Louis XII, avec les accolades de rubans à fleurettes, au-dessous desquelles s'insèrent des coquilles nervées : on y reconnaît le modèle de Rumengol »[62].
  - L'ossuaire date de 1594. Sur la frise, on lit l'inscription suivante, en breton : « CHAPEL DA SA ITROP : HA : KARNEL : DA : LAKAT : ESKERN : AN : POBL » (« Chapelle de Saint Eutrope et charnier pour mettre les os du peuple »). L'ossuaire a été un temps transformé en maison et est désormais propriété privée. Il renferme le caveau de la famille Rosmorduc[24].
  - Le calvaire nord de l'enclos paroissial date de 1521[63] ; il est l'un des ancêtres des calvaires à double traverse et annonce dans sa composition d'autres calvaires de la région qui lui sont postérieurs, comme ceux de Plougonven, Saint-Thégonnec ou Plougastel : « à la base d'un élégant fût octogonal se tient une Madeleine éplorée. Le groupe du calvaire est disposé sur trois traverses. Les bras du Christ sont, bien sûr, fixés à la traverse supérieure. À chaque extrémité, comme l'oiseau sur la branche, repose un ange. Au-dessus du Christ, en tête de mat, un petit personnage représente l'âme du crucifié qui s'élève, bras levés, vers le ciel de la gloire. Sur la deuxième traverse sont postés deux cavaliers (...) de part et d'autre du Christ (...). Sur la troisième traverse, dos à dos, se tiennent quatre personnages : Jean et une sainte femme du même côté que la Christ, et de l'autre, saint Pierre et saint Yves (...). Entre les deuxième et troisième traverses, sur une console, est fixée une piétà. Au revers du calvaire, à la hauteur du Christ, le sculpteur a représenté un Christ aux outrages (...) et, un peu plus bas, une Vierge à l'Enfant ». Les larrons agonisent sur des gibets en tau (« T ») à l'écart de la croix ; les âmes du Christ et des larrons s'envolent, chacune vers son destin, glorieux... ou infernal[64].
- Le calvaire sud de l'enclos paroissial date de 1779 et a été restauré en 1869[24].

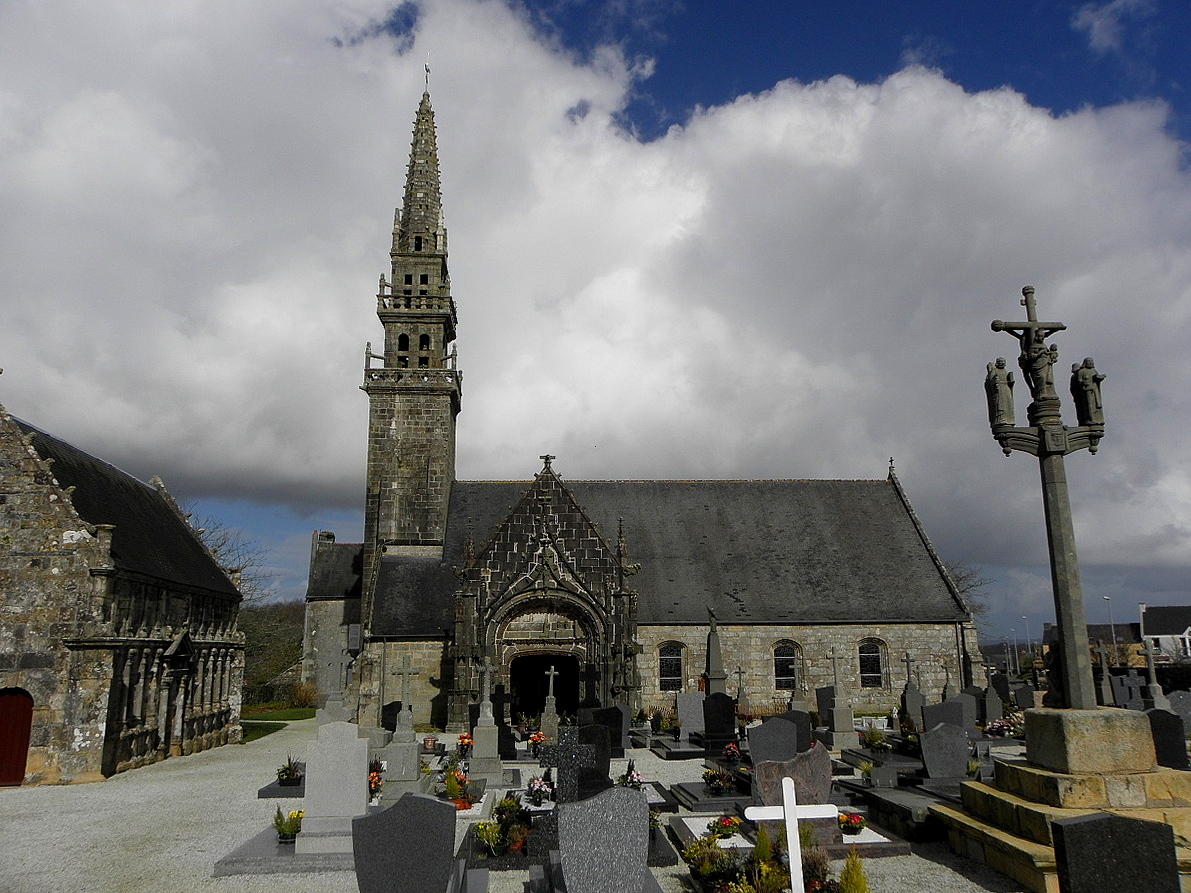
L'église Notre-Dame, vue extérieure d'ensemble.
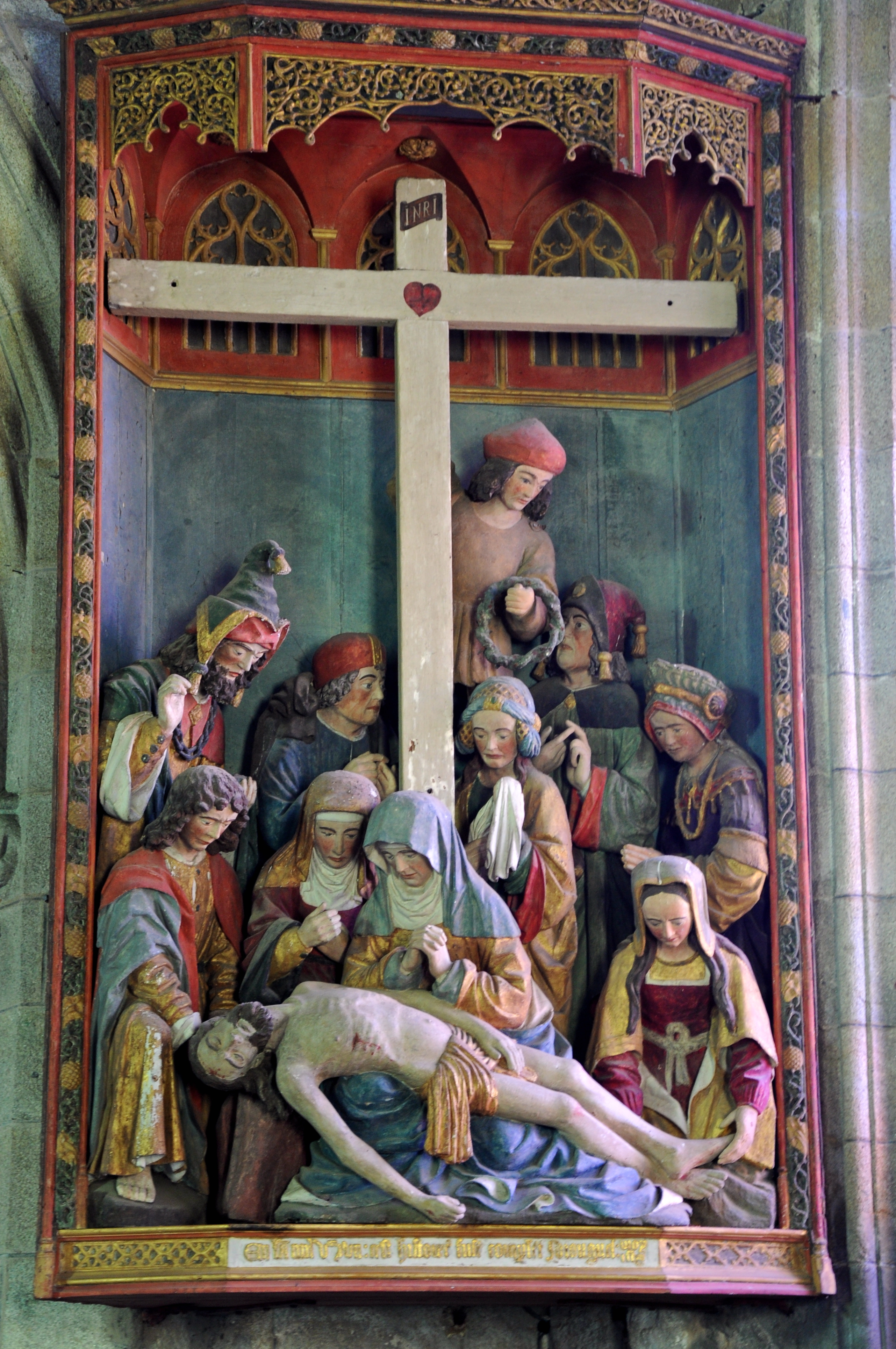
L'église Notre-Dame : Descente de croix (bois polychrome datant du XVIe siècle).
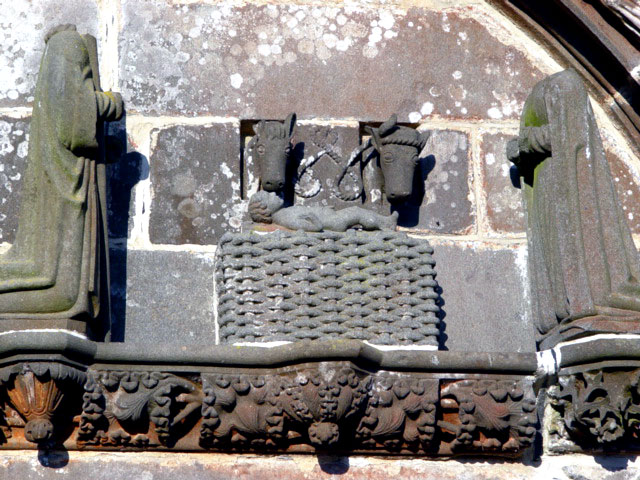
Une des scènes représentées dans le porche (Nativité).
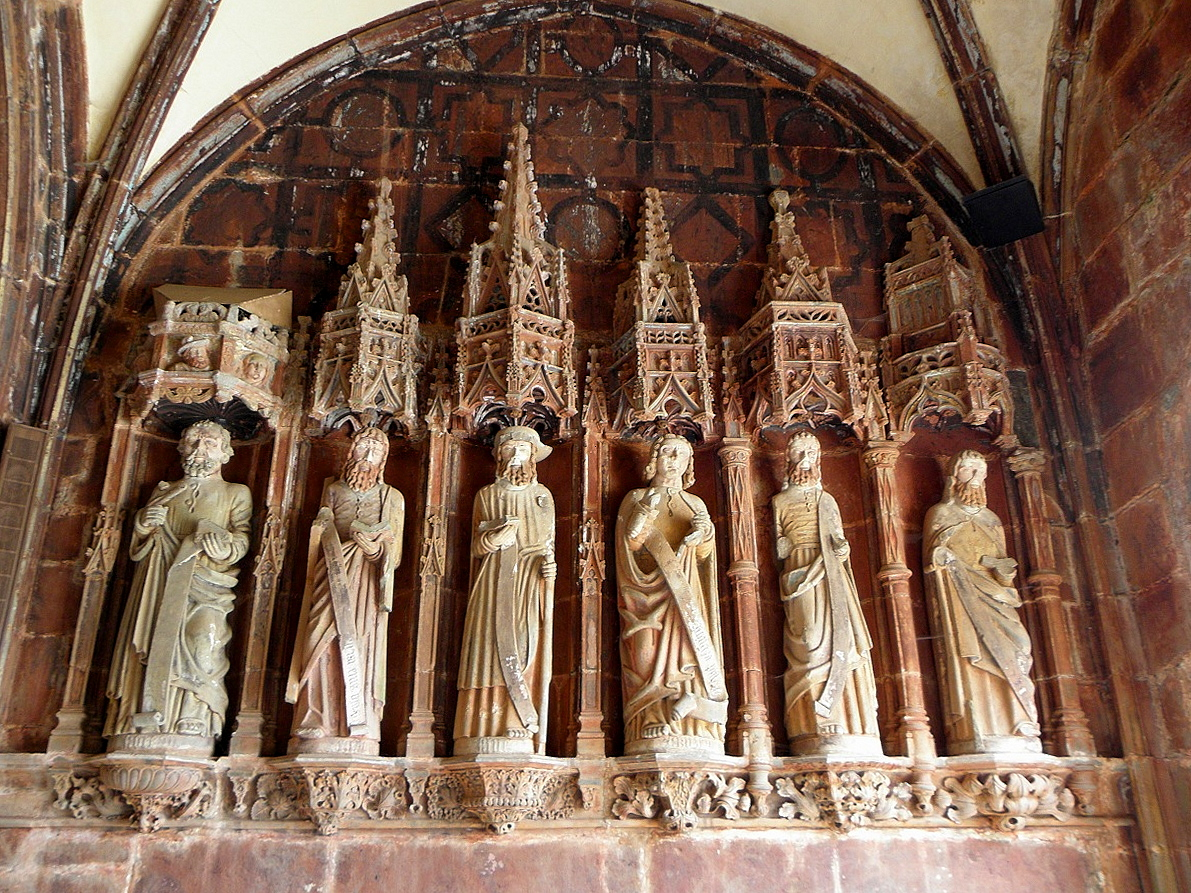
Le porche sud : six statues d'apôtres.
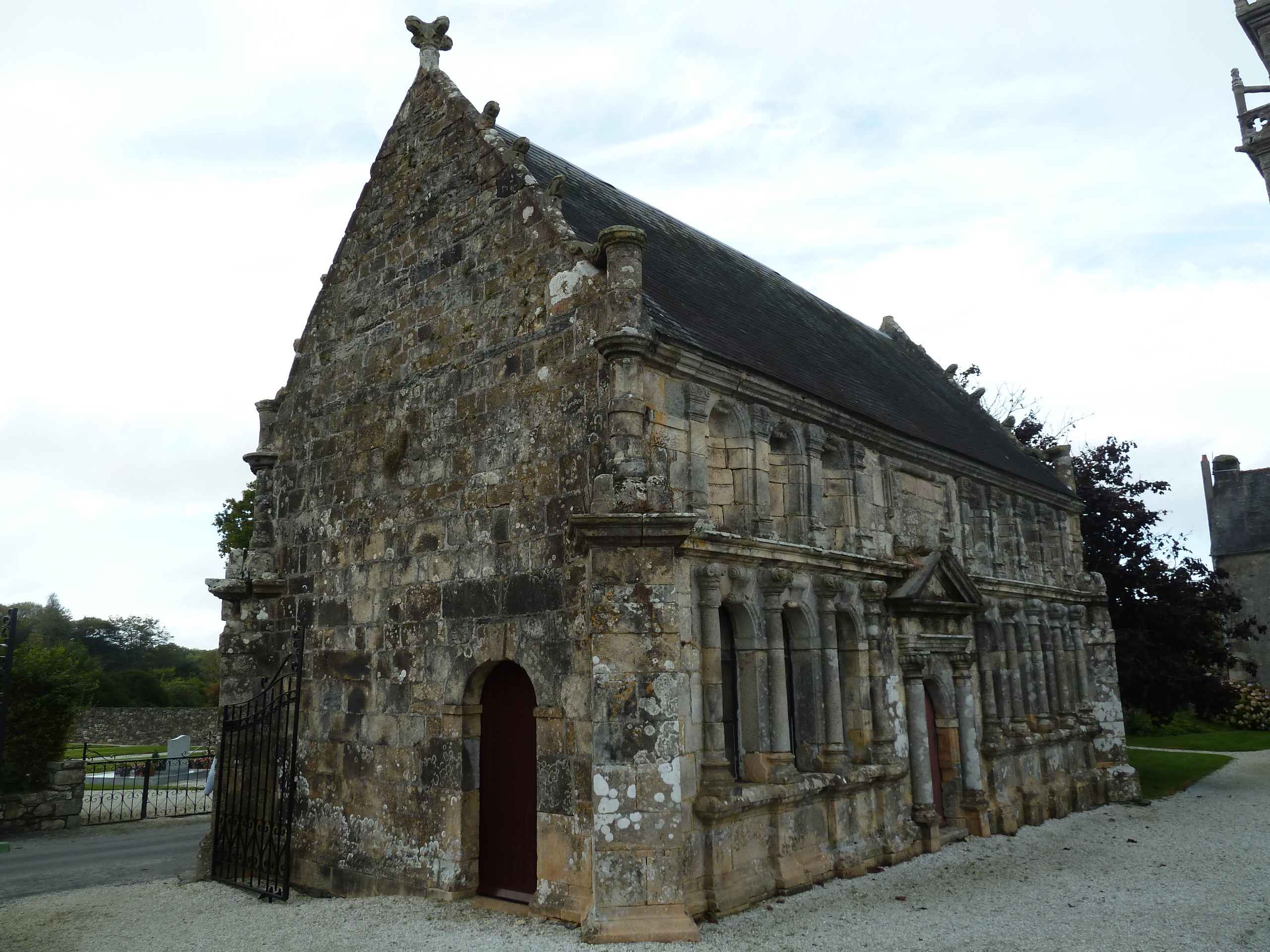
L'ossuaire 1.
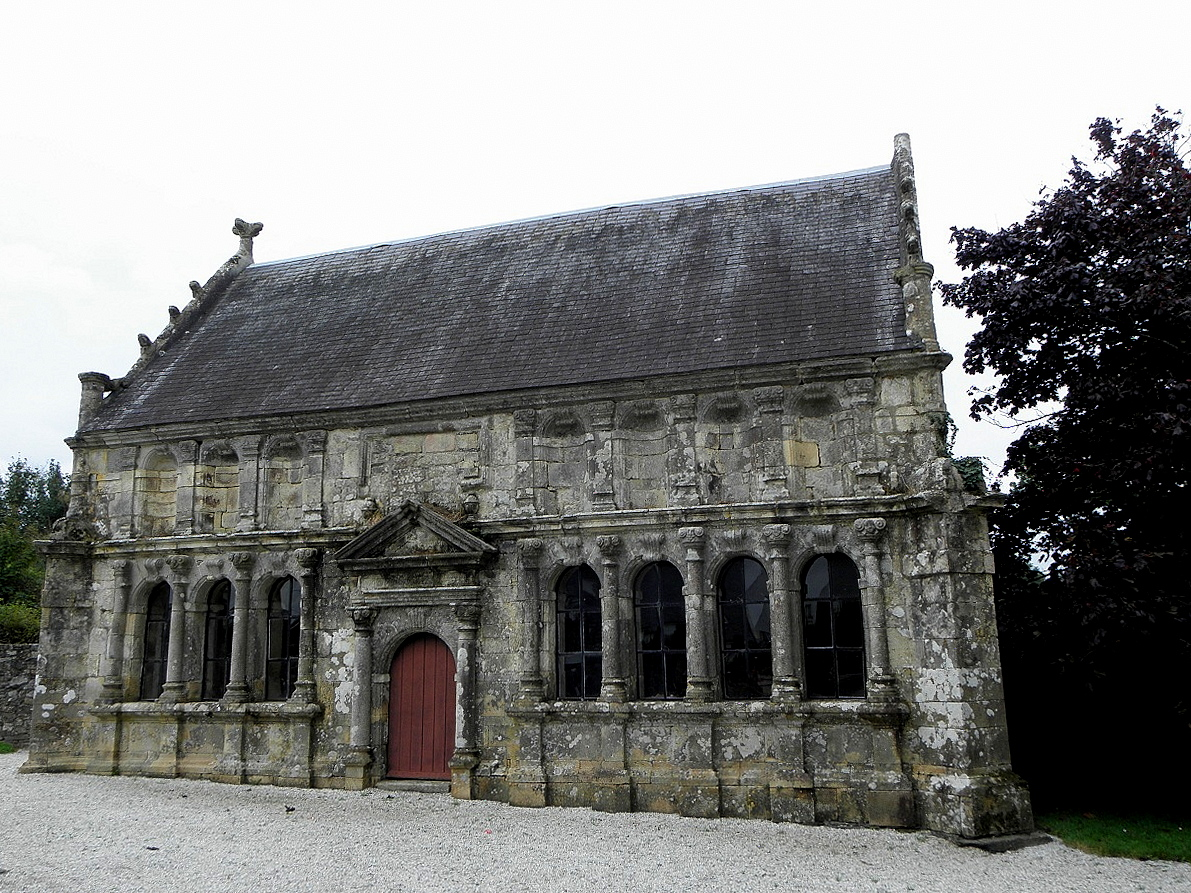
L'ossuaire 2.
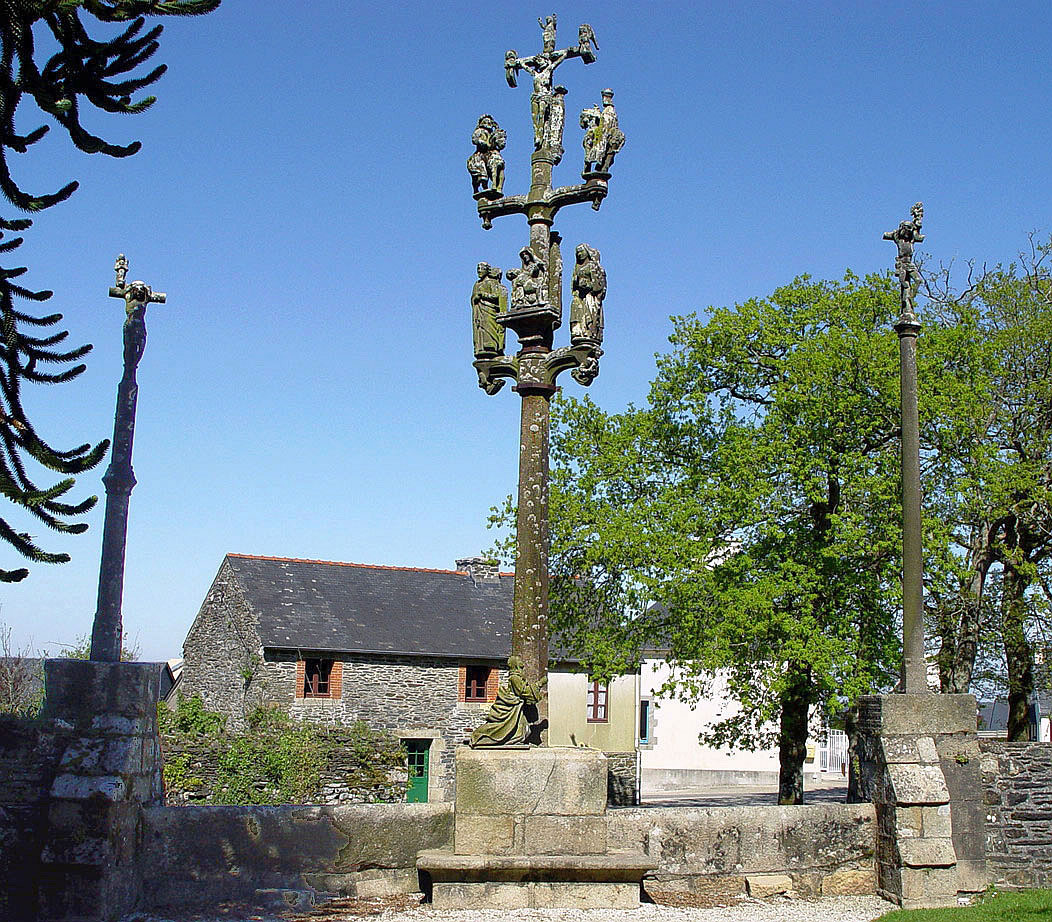
Le calvaire nord, vue d'ensemble.
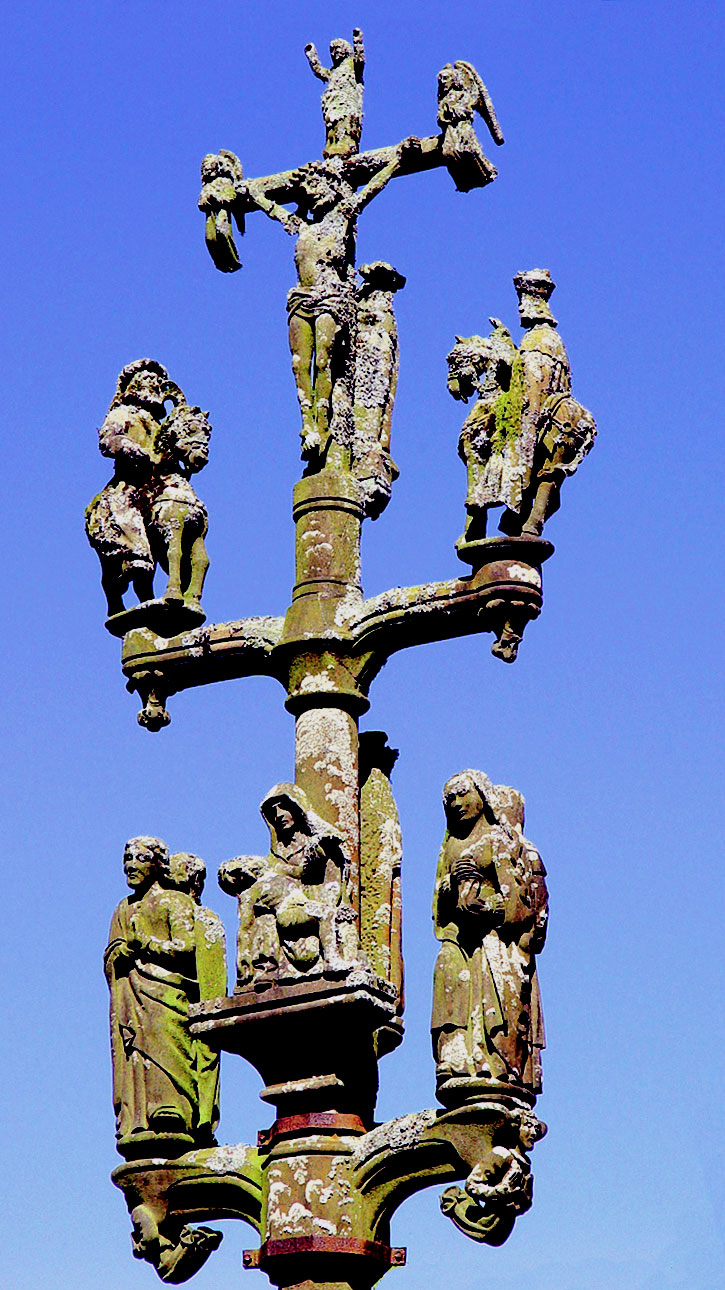
Le calvaire nord, partie sommitale.

- Le manoir de Kermadec, de style gothique, est construit par la famille Huon en 1450[réf. nécessaire]. Au rez-de-chaussée, les trois pièces principales sont réparties selon un plan en équerre[65]. En 1450, le seigneur de Kermadec était occupé à restaurer son manoir « ruyneux et indigent de réparations » et soucieux d'enclore les terres en friches du domaine pour en éviter la perdition et en faire des réserves foncières[66]. À noter le couronnement de la cage d'escalier par un pilier supportant le sol à dalles rayonnantes de la pièce haute[67].
- Le château de Chef du Bois : un manoir ancien existait dès le XVe siècle, sinon avant, mais le château actuel date de 1668. Il fut construit par François de Kersulguen et son épouse Jeanne de Kerguizec[57].
- Le manoir de Keroullay (Keroullé) ; les textes font mention d'un métayer « demeurant au village de Keroullay, en l'hostel du sire de Kercoent, applacement de manoir et mansion de noble homme »[68].

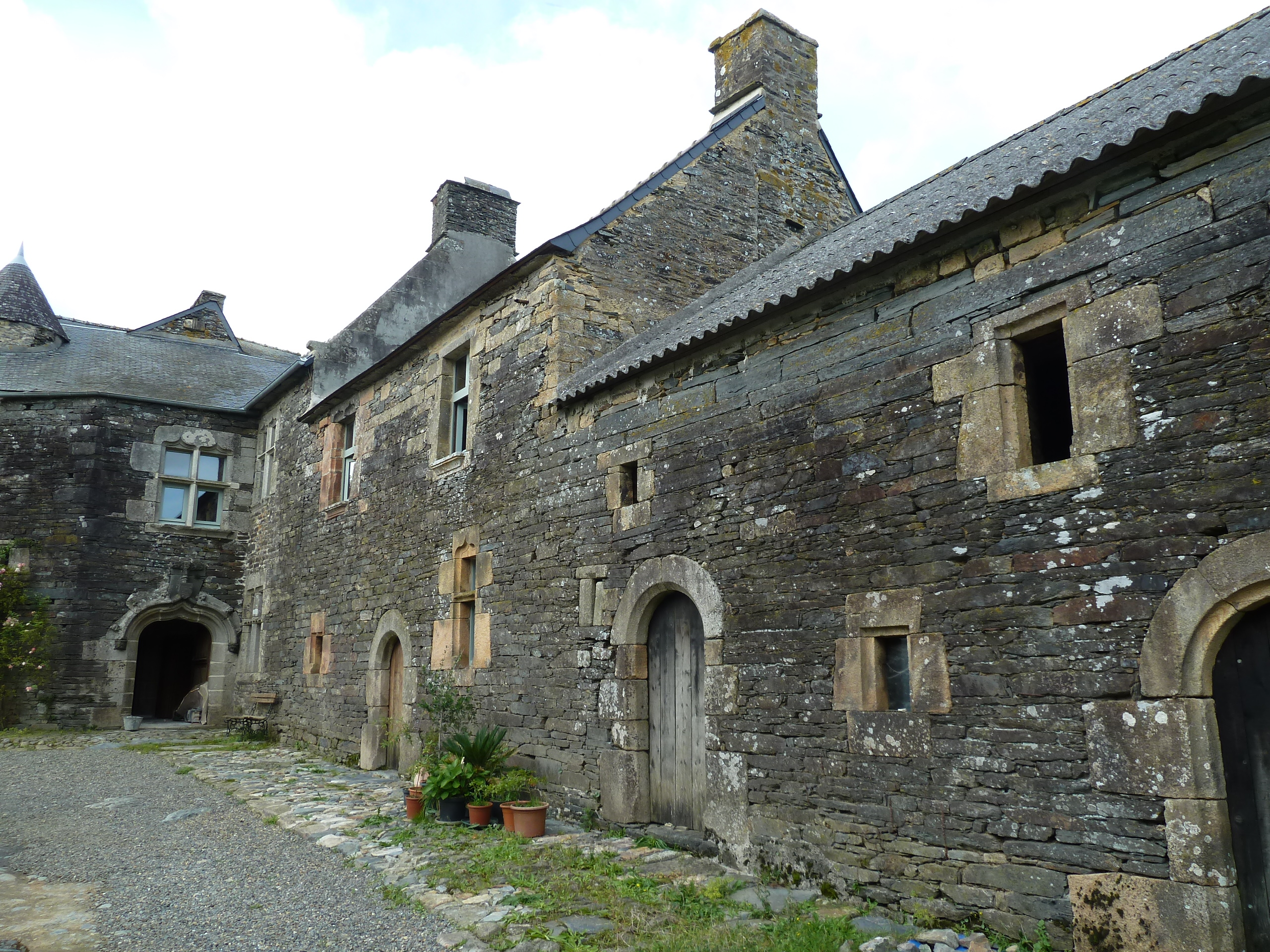
Le manoir de Kermadec.
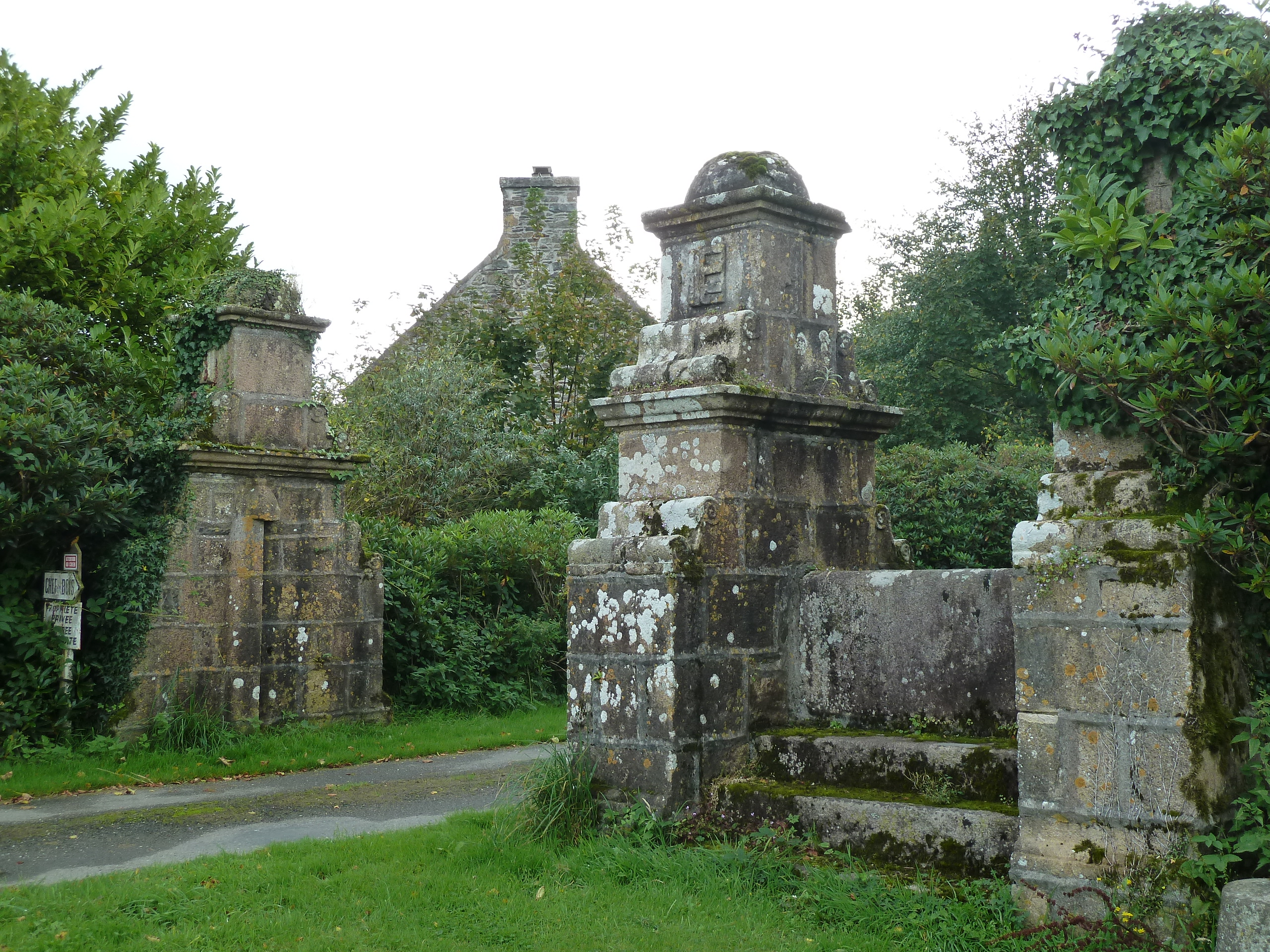
L'entrée du manoir de Chef du Bois.

- Le calvaire du cimetière : il se présente comme une croix, ses personnages étant groupés autour du Christ.
- La fontaine Notre-Dame de la Joie.
- La girouette de Kerloïs.
- La maison de Roger
- Le monument aux morts de 1914-1918.

## Personnalités liées à la commune
- Olivier Saladin, né au manoir de Kermadec, recteur de l'Université de Paris en 1318, puis évêque de Nantes en 1340, surnommé « la fleur des prélats de son temps » ; il est décédé en 1353 à Nantes[23].
- Charles de Lesguern, né le 10 septembre 1824 à Pencran, décédé le 9 septembre 1908 à Pencran, fut éleveur de chevaux et de chiens, propriétaire de meutes, grand veneur et lieutenant de louveterie entre 1876 et 1902 et maire de Pencran pendant 56 ans jusqu'en 1907. C'est probablement lui qui est dénommé « Baron de Keryfan » dans le livre de Frank Davies : Chasse aux loups et autres chasses en Bretagne, publié en anglais en 1875[69].
- Paul Le Guen (1964-), joueur et entraîneur de football, surnommé la « patate de Pencran », est né à Pencran.